# Fragilariofícies
Les fragilariofícies (Fragilariophyceae) són un grup de diatomees pennades mancades de rafe (fissura existent en la valva del frústul de moltes diatomees pennades, relacionada amb el moviment de reptació d'aquestes).

## Exemples
Les següents espècies formen part de les fragilariàcies:

### Fragilarials
- Ardissonea
- Asterionella
- Asterionellopsis
- Catacombas
- Diatoma
- Fragilaria
- Fragilariforma
- Grammonema
- Hyalosynedra
- Neofragilaria
- Opephora
- Pseudostaurosira
- Punctastriata
- Staurosira
- Staurosirella
- Synedra
- Synedropsis
- Tabularia
- Ulnaria

### Striatellals
- Hyalosira
- Striatella
- Toxarium

### Altres
- Climacosphenia
- Cyclophora
- Delphineis
- Protoraphis
- Rhabdonema
- Rhaphoneis
- Tabellaria
- Thalassionema